# Himantolophus
Famille
Genre
Himantolophus, seul représentant de la famille des Himantolophidae, est un genre de poissons abyssaux. En français, les espèces de ce genre font partie des poissons appelées « baudroies » et leur nom anglais signifie quant à lui littéralement « poisson ballon de foot ».

## Liste d'espèces
Selon FishBase (14 août 2010), World Register of Marine Species (14 août 2010) et ITIS (14 août 2010) :
- Himantolophus albinares Maul, 1961
- Himantolophus appelii (Clarke, 1878)
- Himantolophus azurlucens Beebe & Crane, 1947
- Himantolophus borealis Kharin, 1984
- Himantolophus brevirostris (Regan, 1925)
- Himantolophus compressus (Osório, 1912)
- Himantolophus cornifer Bertelsen & Krefft, 1988
- Himantolophus crinitus Bertelsen & Krefft, 1988
- Himantolophus danae Regan & Trewavas, 1932
- Himantolophus groenlandicus Reinhardt, 1837
- Himantolophus macroceras Bertelsen & Krefft, 1988
- Himantolophus macroceratoides Bertelsen & Krefft, 1988
- Himantolophus mauli Bertelsen & Krefft, 1988
- Himantolophus melanolophus Bertelsen & Krefft, 1988
- Himantolophus multifurcatus Bertelsen & Krefft, 1988
- Himantolophus nigricornis Bertelsen & Krefft, 1988
- Himantolophus paucifilosus Bertelsen & Krefft, 1988
- Himantolophus pseudalbinares Bertelsen & Krefft, 1988
- Himantolophus sagamius (Tanaka, 1918)